# Laënnec-Gletscher
Der Laënnec-Gletscher ist ein 5 km langer Gletscher auf der Ostseite der Brabant-Insel im Palmer-Archipel vor der Westküste der Antarktischen Halbinsel. Er fließt in nordöstlicher Richtung zur Hill Bay.
Luftaufnahmen der Hunting Aerosurveys Ltd. aus den Jahren von 1956 bis 1957 dienten 1959 seiner Kartierung. Das UK Antarctic Place-Names Committee benannte ihn 1960 nach dem französischen Arzt René Laënnec (1781–1826), dem Erfinder des Stethoskops.